# Āsela
Āsela är en ort i Etiopien.   Den ligger i zonen Arsi Zone och regionen Oromia, i den centrala delen av landet, 130 km söder om huvudstaden Addis Abeba. Āsela ligger 2 442 meter över havet och antalet invånare är 110 088.
Terrängen runt Āsela är huvudsakligen kuperad, men österut är den bergig. Runt Āsela är det ganska tätbefolkat, med 248 invånare per kvadratkilometer. Trakten runt Āsela består till största delen av jordbruksmark.